# Point d'attente (aéronautique)
Un point d'attente est un marquage au sol séparant le taxiway (voie de circulation de roulage des avions) de la piste de décollage ou d'atterrissage. Il est représenté par un trait discontinu suivi d'un trait continu jaune.